# 通安驿镇
通安驿镇，是中华人民共和国甘肃省定西市陇西县下辖的一个镇。

## 行政区划
通安驿镇下辖以下地区：
古城村、东峪村、黑家岔村、通安驿村、马头川村、高阳村、栾家川村、何世岔村、冯河村和西岔村。